# Microiulus discophorus
Microiulus discophorus är en mångfotingart som beskrevs av Carl Graf Attems 1951. Microiulus discophorus ingår i släktet Microiulus och familjen kejsardubbelfotingar. Inga underarter finns listade i Catalogue of Life.